# Adairsville
Adairsville je město v okrese Bartow County v Georgii ve Spojených státech amerických. V roce 2011 zde žilo 4649 obyvatel. Adairsville se nachází 19 km jižně od Calhounu, 29 km severovýchodně od Rome a 98 km severně od Atlanty.

## Demografie
Podle sčítání lidí v roce 2000, žilo ve městě 2542 obyvatel, 991 domácností, a 702 rodin. V roce 2011 žilo ve městě 2248 mužů (48,4%), a 2401 žen (51,6%). Průměrný věk obyvatele je 31 let.